# Otto Cuntz (Fußballspieler)
Otto Cuntz (* 1. April 1918 in Karlsruhe; † 23. März 1987 ebenda) war ein deutscher Fußballspieler. Der Offensivspieler hat von 1935 bis 1939 in der Gauliga Baden beziehungsweise von 1945 bis 1947 in der Fußball-Oberliga Süd bei Phönix Karlsruhe insgesamt 64 Ligaspiele absolviert und dabei sieben Tore erzielt.

## Laufbahn

### Gauliga
Mit 17 Jahren debütierte Otto Cuntz beim deutschen Fußballmeister des Jahres 1909, dem FC Phönix Karlsruhe, in der Gauliga Baden. Am 5. Januar 1936, ausgerechnet beim Lokalderby gegen die Rot-Schwarzen des Karlsruher FV, vertraute ihm Ex-Nationalspieler Karl Wegele, der Trainer der Schwarz-Blauen aus dem Karlsruher Wildpark, im KFV-Stadion an der Telegrafenkaserne, den Dress der Gauligamannschaft von Phönix im ersten Pflichtspiel bei den Senioren an. An der Seite der badischen Auswahlspieler Arthur Lorenzer und Hermann Föry stürmte das Jungtalent bei einer 0:3-Niederlage am linken Flügel von Phönix. In seinem dritten Gauligaeinsatz, am 26. Januar, erzielte das Offensivtalent beim 4:2-Auswärtserfolg beim 1. FC Pforzheim als Rechtsaußen zwei Tore. Am Rundenende – Cuntz hatte sechs Spiele mit zwei Toren absolviert – stieg sein Verein aber aus der Gauliga ab, gewann aber umgehend 1936/37 die Meisterschaft in der Bezirksliga und kehrte damit wieder in die höchste badische Spielklasse zurück. In den nächsten zwei Runden gehörte Otto Cuntz der Stammbesetzung von Phönix in der Gauliga Baden an und belegte mit dem Verein die Plätze 6. (1938) und 7. (1939). Er hatte in 25 Gauligaeinsätzen fünf Tore erzielt. Sein letztes Spiel in der Gauliga bestritt der Angreifer am 26. März 1939 bei einer 0:1-Heimniederlage gegen die SpVgg Sandhofen. Das Phönix-Tor hütete Viktor Havlicek, in der Abwehr waren Lorenzer und Erwin Nied und im Angriff neben Cuntz die Mitspieler Josef Heiser, Georg Butscher, Max Biehle und Föry im Einsatz gewesen.
Die 1939 erfolgte Einberufung zum Militär und seine Verwendung in einer Gebirgsjägerdivision am Balkanfeldzug und weiter bis in den Kaukasus, verhinderte die Fortsetzung seiner fußballerischen Karriere. Anfang 1945 geriet er in russische Gefangenschaft, aus der er unmittelbar nach Kriegsende entlassen wurde.

### Oberliga Süd, 1945 bis 1947
Cuntz gehörte dem Spielerkreis an, mit dem am 4. November 1945 unter abenteuerlichen Bedingungen der Nachkriegszeit, die erste Saison der Oberliga Süd angepfiffen wurde. Phönix eröffnete die Saison mit einem Heimspiel gegen Eintracht Frankfurt und Cuntz lief in der Verteidigung vor Torhüter Havlicek mit den Mannschaftskollegen Nied, Hans Gizzi, Herbert Baier und im Angriff mit Herbert Binkert und Föry auf. Das Spiel endete 2:2. Am Rundenende belegte Phönix mit 18:42 Punkten den 15. Rang. Im Buch über die Oberliga ist notiert: „Absteiger waren die Karlsruher Vereine KFV und Phönix, doch weil sie so exzellente Verbindungen zu den Militärbehörden besaßen und der US-Profi-Sport keine Absteiger kennt, blieben sie in dank höherer Weisung auch 46-47 in der ersten Liga.“
Die Mammutsaison 1946/47, die sich aus dem unverhofften Verbleib der beiden Karlsruher „Absteiger“ mit 20 Klubs und 38 Spieltagen ergeben hatte, startete am 22. September 1946 in die neue Runde. Sportlich verlief die zweite Oberligasaison nicht nur wegen des extremen „Hungerwinters“ erneut sehr schlecht für Cuntz und Phönix, mit 24:52 Punkten belegten die Karlsruher den 20. Rang. Beim Meister 1. FC Nürnberg hatte Phönix mit 0:8, bei Stuttgarter Kickers und dem VfL Neckarau mit jeweils 0:7 Toren verloren. Die Heimerfolge gegen Eintracht Frankfurt (3:2), München 1860 (2:1), VfB Stuttgart (2:0), Stuttgarter Kickers (3:2), SpVgg Fürth (1:0) und BC Augsburg (5:0) konnten den Abstieg nicht verhindern. Für Cuntz, er war überwiegend als Außenläufer im Einsatz gewesen, war nach insgesamt 33 Ligaeinsätzen das Kapitel Oberliga Süd beendet. Wie lange er nach dem Abstieg noch in der Landesliga mit Phönix gespielt hat, ist aus der vorliegenden Literatur nicht ersichtlich.

### Beruf und Leben
Der gelernte Großhandelskaufmann hatte bei einer Firma in Karlsruhe eine Anstellung im Außendienst. Anfang 1954 verunglückte er mit seinem Auto infolge eines Materialfehlers und prallte in voller Wucht gegen einen Baum. Ein zehnmonatiger Krankenhausaufenthalt war die Folge, sein rechter Arm musste amputiert werden und mehrere Knochenbrüche waren die Unfallfolgen. Im Jahr 1963 traf die Familie durch den Leukämietod des jüngeren Sohnes Wolfgang ein weiterer Schicksalsschlag. Otto Cuntz arbeitete sich bis zum Prokuristen hoch und der ältere Sohn Günther schlug die Lehrerlaufbahn ein und war über viele Jahre ein erfolgreicher Trainer im gehobenen badischen Amateurbereich, unter anderem beim ASV Durlach und 1. FC Pforzheim.
Wenige Tage vor seinem 69. Geburtstag, am 23. März 1987, erlitt Otto Cuntz beim Kegeln einen Herzinfarkt und verstarb.